# محمد لطفي الساعي
محمد لطفي طه علي الساعي، طبيب، وباحث مصري عالمي، وهو أستاذ الأمراض الجلدية، بالمركز القومي للبحوث، ومحاضر بجامعة ميامي الأمريكية. ولد بالعجوزة، بمحافظة القاهرة قي الأول من أبريل 1977.

## سيرته
يعد الدكتور محمد لطفي الساعي، اصغر عالم مصري يحصل علي جائزة الدولة التشجيعية في عام 2011 في العلوم الطبية، إذ حصل عليها وهو بدرجة مدرس مساعد، في سابقة كانت الاولي من نوعها، وفِي عام 2017 يحصل الدكتور محمد الساعي، علي جائزة الدولة التشجيعية للمرة الثانية في تاريخه، وهو بدرجة أستاذ مساعد.
منحه الرئيس عبد الفتاح السيسي نوط الامتياز من الطبقة الأولي في عيد العلم بتاريخ 6 يوليو 2017.
تم اختياره بواسطة الاتحاد الأفريقي للحصول على جائزة أفضل باحث أفريقي شاب، لعام 2013 في علوم الأرض والحياة، وتم الإعلان عن الجائزة في شهر سبتمبر 2013.
منحته الجمعية السعودية وجراحات الجلد، جائزة الدكتور سامي الصقير، كافضل باحث وطبيب عربي في مجال أمراض الجلد والليزر، وذلك في صيف عام 2017.
تم تعيينه نائبا برلمانيا بمجلس الشيوخ المصرى في 2020.
الدكتور محمد لطفي الساعي حاصل علي الزمالة الإمريكية في الأمراض الجلديه والتجميليه وجراحات الجلد في عام 2007 وقد اتم الدكتوراه في الأمراض الجلدية والتناسلية من جامعة ميامي الأمريكية عن طريق بعثة حكومية وهو اسثساري الأمراض الجلدية والتناسلية وهو الآن أستاذ مساعد الأمراض الجلدية بالمركز القومي للبحوث بالقاهرة مصر ومحاضر مشارك للامراض الجلدية وجراحات الجلد بجامعة ميامي الأمريكية.
تدرب الدكتور محمد الساعي كنائب (طبيب مقيم) الأمراض الجلديه والتجميليه وچراحات الچلد في چامعه توماس چيفرسون الإمريكية بولايه فيلادلفيا الإمريكية ثم، اتم عمله والحصول علي الزمالة الإمريكية في ولايه فلوريدا.
يشغل الدكتور محمد حاليا وظييفه مدرس الأمراض الجلديه والتجميليه وچراحات الچلد بچامعه ميامي وكذلك مدرسا للامراض الجلديه بمصر.
الدكتور محمد لطفي الساعي عضو بالاكاديميه الإمريكية للامراض الجلديه وأكثر من 20 جمعيه علميه أخرى. الدكتور محمد الساعي هو نائب رئيس الاتحاد الدولي لتجميل الچلد وله العديد من المؤلفات بالكتب والمراجع العلمية.
تم اختيار الدكتور محمد الساعي ضمن موسوعة (Whos Who) الإمريكية في عام 2008 و 2009 كأحد ابرز الشخصيات العلمية في أمريكا وكذلك تم اختياره كافضل طبيب چلديه شاب علي مستوى العالم في 2008 والتي يمنحها الاتحاد الدولي لجمعيات الأمراض الچلديه في العالم.
وعلى صعيد الإدارة فقد حصل الدكتور محمد الساعي علي ماچستير الإدارة (MBA) من چامعة واشنطن في إدارة الخدمات الطبية والمستشفيات.
يعد الدكتور الساعي هو أول طبيب وعالم مصري في مجال الأمراض الجلدية بنشر كتاب عالمي في الأمراض الجلدية والتجميلية باحدى دور النشر الأمريكية وعلي نفقتها الخاصة.
الكتاب «موسوعة الأمراض الجلد التجميلية وجراحات الجلد» لمؤلفه الدكتور محمد لطفي الساعي يحتوي على 24 فصل تم اعدادها وتصميمها بعناية كبيرة، حيث يمكن سهولة الحصول على المعلومات الضرورية لعلاج المرضى بنجاح. ويهتم كل فصل من فصوله بكيفية استخدام وتطبيق هذه التقنيات، مع إبراز إمكاناتها وقدراتها بما في ذلك الآثار الجانبية وكيفية تجنبها.
هذا الكتاب المنشور بالولايات المتحدة هو الأول دوليا وعالميا لمؤلف عربي وهو الدكتور محمد لطفي الساعي، أستاذ الأمراض الجلدية بالمركز القومي للبحوث ومدرس الأمراض الجلدية وجراحات الجد المشارك بجامعة ميامي الأمريكية والحاصل علي جائزة الدولة التشجيعية في العلوم الطبية 2011 والدكتور محمد الساعي سبق وقد حصل علي جائزة أفضل طبيب امراض جلدية شاب علي مستوي العالم عام 2009 بواسطة الاتحاد الدولي للامراض الجلدية وتم ادراجه بموسوعة هو ايز هو لمشاهير العالم من العلماء.
و يختص الكتاب المصور والدسم أكاديميا بتغطية جميع الجوانب التجميلية والتكميلية للامراض الجلدية وكذلك الليزر وجراحات التجميل بدءا من التشريح ومرورا بمجموعة متنوعة من الإجراءات المتبعة في جراحة الوجه، بما في ذلك التقنيات الإضافية مثل التقشير الكيميائي، والليزر، ومواد الحشو بالوجه وحقن الدولي. ويغطي الكتاب طائفة واسعة من التدخلات والعلاجات الرامية إلى الحفاظ على وتجميل البشرة وحماية وتحسين تلف الجلد. كما أن هناك عناوين تختص بعلاج البشرة الداكنة اللون والسمراء، فضلا عن إسداء المشورة بشأن مضاعفاتها وكيفية التعامل معها. ويعكس الكتاب التقدم الهائل في مجال الأمراض الجلدية الليزر. الكتاب يقدم دليل شامل وسيكون ذا قيمة كبيرة لأطباء الأمراض الجلدية وجراحي التجميل.
و يركز مؤلف الكتاب الدكتور محمد لطفي الساعي كذلك على التفاصيل العلمية واستخدامات الخلايا الجذعية والنانوتكنولوجي ومجال التكنولوجيا الحيوية في الأمراض الجلدية والتجميل وجراحات الجلد. ويهتم المؤلف بأحدث التقنيات وتنويعاتها وسيكون هذا الكتاب مصدرا قيماً للمعلومات للاطباء في شتى انحاء العالم والمختصين بالأمراض الجلدية وجراحات التجميل والليزر.
يحفل سجل الدكتور محمد الساعي بالعديد من الأبحاث المنشورة والتي تفوق الستون في اعرق الدوريات الطبية العالمية وكذلك المشاركة باكثر من عشرون فصلا في المراجع العلمية والكتب العلمية الدولية في الأمراض الجلدية. وللدكتور محمد الساعي مشاركاته في 37 مشروع بحثي كباحث اساسي أو باحث مساعد وعضويته في 11 چمعية دولية للامراض الجلدية كعضو أو عضو مجلس إدارة أو عضو لجنة شئون خارجية بالإضافة لتعيينه مدرسا مشاركا للامراض الجلدية وجراحات الجلد من خارج الولايات المتحدة وذلك بجامعة ميامي الأمريكية

## الجوائز والتكريمات
- الحصول على جائزة الدولة التشجيعية في العلوم الطبية المتقدمة من جمهورية مصر العربية في 2011
- الحصول على جائزة الدولة التشجيعية للمرة الثانية في 2017
- الحصول على جائزة الجمعية السعودية لأمراض وجراحات الجلد (جائزة سامي الصقير) كافضل باحث وطبيب عربي في مجال الأمراض الجلدية وذلك في مايو 2017
- جائزة الاتحاد الأفريقي كأفضل باحث أفريقي شاب في مجال علوم الأرض والحياة (Earth and life sciences) في عام 2013
- التكريم بالحصول على درجة البكالوريوس ومرتبة الشرف من جامعة القاهرة – دور أكتوبر 2000.
- الحصول على الميدالية الفضية في العمل التطوعى من الأكاديمية الأمريكية للأمراض الجلدية – أمريكا 2007 .
- التكريم بإدراج أسمه ونبذة مختصرة عنى وعن أعماله بموسوعة أفضل شخصيات (Who is Who) الأمريكية – اعوام 2008و 2009و 2010،2011 و 2012 تقديراً لمجهوده العلمي والأكاديمى.
- العضوية الشرفيه للأكاديمية الأمريكية للأمراض الجلدية
- أفضل بحث منشور من الأكاديمية الأمريكية لجراحات الجلد 2008.
- حصوله على أفضل باحث بولاية فلوريدا الأمريكية عام 2010
- أفضل طبيب شاب للامراض الجلدية في العالم في 2009 بواسطة الاتحاد الدولي للامراض الجلدية
- أفضل طبيب باحث للامراض الجلدية في أمريكا بواسطة الاتحاد الأمريكي لچمعيات الأمراض الجلدية في 2010